# Хаммурапи I
Хаммура́пи I — царь Ямхада (приблизительно 1764—1750 года до н. э.). Сын Ярим-Лима I.
Хаммурапи играл значительную роль в политической жизни Ямхада ещё при жизни отца. Став царём, он продолжил политику Ярим-Лима, поддерживая хорошие отношения с Мари и Вавилоном и достаточно мирные — с Катной. Вавилону он даже помогал войсками. В это время вавилонский царь Хаммурапи, тёзка и современник царя Ямхада (возможно, также его дед), строил свою державу, вошедшую в историю как Старо-Вавилонское царство. Уже в начале правления, около 1764 г. до н. э., ямхадский правитель двинулся на помощь вавилонянам, которым угрожали эламиты. В это время с помощью царя Мари Зимри-Лима удалось предупредить союз Катны с Эламом, направленный против Ямхада. В 1763 г. до н. э. Хаммурапи I выступил против Катны, заставив его царя Амут-Пиела II вновь признать его господство. В 1762 г. до н. э. отправил войска для кампании вавилонского царя Хаммурапи против Ларсы. За этим вновь подтвердил только укрепившуюся власть над Каркемишем.
После подчинения ряда мелких царств Месопотамии вавилонский Хаммурапи завоевал, а затем фактически разрушил Мари и казнил его царя Зимри-Лима. Это создало совершенно новую политическую обстановку, чем и воспользовался Ямхад. Он подчинил себе Эмар на Евфрате, который ранее, по-видимому, принадлежал Мари, и распространил свою власть за Евфрат. Правда, неизвестно, произошло ли данное событие во время правления Хаммурапи I или при его сыне Абба-Эле. В 1757 году до н. э. Ямхад поддержал поход против субареев и племён какма, продвинулся дальше на север, к границам Ассирии, возможно даже захватив часть ее земель.
Хаммурапи I умер около 1750 г. до н. е. Трон унаследовал Абба-Эль I. Другой сын Ярим-Лим (возможно, тождественный будущему Ярим-Лиму II Ямхадскому) получил впоследствии царство в Алалахе. Ещё один сын, Никасе – высокий государственный пост.